# 潘阳 (围棋棋手)
潘阳（1997年1月4日—），女，浙江台州人，中国围棋职业三段棋手。她2010年入段，2017年6月升为三段。她获2010年全国少年儿童围棋赛女子少儿组冠军 ，2016年国家围棋队选拔赛女子组冠军，进入2017年第8届穹窿山兵圣杯8强。2016-2018年代表浙江云林棋禅队参加中国女子围棋甲级联赛。

## 国内比赛成绩
2017年11月，在第5届中国女子围棋甲级联赛第13轮的一场比赛中潘阳执白1/4子胜於之莹，终结了其在中国女子围棋甲级联赛中跨赛季的32连胜。

## 国际比赛成绩
2017年第8届穹窿山兵圣杯首轮战胜德国棋手曼纽拉·马茨进入8强，后负于吴侑珍。